# Baucina
Baucina ist eine Stadt der Metropolitanstadt Palermo in der Region Sizilien in Italien mit 1848 Einwohnern (Stand 31. Dezember 2023).

## Lage und Daten
Baucina liegt 38 km südöstlich von Palermo. Die Einwohner arbeiten hauptsächlich in der Landwirtschaft.
Die Nachbargemeinden sind Bolognetta, Caccamo, Casteldaccia, Ciminna, Ventimiglia di Sicilia und Villafrati.
Nachdem der Betrieb auf der Bahnstrecke Palermo–San Carlo 1954 eingestellt wurde, ist Baucina heute nur noch auf der Straße zu erreichen.

## Geschichte
Der Ort wurde im Jahre 1626 gegründet. Baucina wurde schachbrettartig angelegt.

## Sehenswürdigkeiten
- Pfarrkirche, der heiligen Rosalia geweiht, im Inneren ein schönes Holzkreuz
- Collegio-Kirche mit den sterblichen Überresten des Heiligen Fortunata